# マック・ジョーンズ
マイケル・マコークル "マック"・ジョーンズ（Michael McCorkle "Mac" Jones, 1998年9月5日 - ）はアメリカ合衆国フロリダ州 ジャクソンビル (フロリダ州)出身のアメリカンフットボール選手。ポジションはクォーターバック（QB）。NFLのサンフランシスコ・49ersに所属している。
カレッジフットボールではアラバマ大学でプレーをし、2021年のカレッジフットボール・プレーオフ・ナショナルチャンピオンシップで優勝するまでにジュニアイヤーでパサーレーティングとパス成功率においてNCAAシーズン記録を樹立した。
2021年のNFLドラフトにて1巡目全体15位指名をされ、ペイトリオッツに入団したジョーンズは、ルーキーシーズン中にチームをプレーオフに導き、プロボウルに選ばれた。

## 経歴

### 大学入学以前
少年時代子役として出演し、コマーシャルへの出演もある。
高校時代、ジャクソンビルのボールズスクールでアメリカンフットボールをプレーした。ジュニアの2015年、チームはフロリダ州の地区の決勝に進出した。最終学年の2016年は1532ヤードを獲得、29タッチダウンパスをあげてチームはフロリダ州の4Aのタイトルを獲得した。

### 大学時代

#### 1年生
2017年にカレッジフットボールの強豪として知られるアラバマ大学から奨学金のオファーを受けて入学した。アラバマ大学にはジェイレン・ハーツとトゥア・タゴヴァイロアの2人のリーグトップ級の先発QBがおり、ジョーンズが先発QBとして出場することはできなかった。同年11月に飲酒運転で逮捕、起訴された。翌年春のスプリングゲームで289ヤードと2つのタッチダウンパスを決めたが、レギュラーシーズンでの出場はなかった。

#### 2年生
2年目の2018年のシーズンでは、主にスペシャルチームのホルダーとして15試合中14試合に出場した。LSU戦において、アラバマ大学史上2番目の獲得ヤードのタッチダウンとなる94ヤードのタッチダウンパスをジェイレン・ワドルに通し、アラバマ大学記録となった。

#### 3年生
3年目の2019年、タゴヴァイロアが股関節に重傷を負ったため、2019年シーズンの後半から先発QBを務めた。 4試合に先発し、アーカンソー大学とウェスタンカロライナ大学を破り、アイアンボウルでオーバーン大学に敗れた。その後、シトラスボウルではミシガン大学に35-16で勝利した。2019年、ジョーンズは11試合に出場し、タッチダウンパス14本、獲得ヤード1,503ヤードを記録した。

#### 4年生
タゴヴァイロアが2020年のNFLドラフトへエントリーしたため、ジョーンズがアラバマ大学の先発QBに就任した。ジョーンズは目覚ましい活躍を遂げ、チームはNCAAの2020年SECチャンピオンシップゲームに出場した。チャンピオンシップゲームでは、獲得ヤード418ヤード、タッチダウンパス5本を記録し、チームは52-46で勝利しまた。その後、2021年のBCSナショナル・チャンピオンシップ・ゲーム準決勝戦であるローズボウルでノートルダム大学を相手にタッチダウンパス4本を記録し31-14で勝利した。
アラバマ大学は、2021年ナショナルチャンピオンシップゲームでオハイオ州立大学に52-24で勝利し、ジョーンズは獲得ヤード464ヤード、タッチダウンパス5本を記録した。2020年シーズン終了時、獲得ヤード4,500ヤード、タッチダウンパス41回、インターセプトはわずか4回という素晴らしい成績で終えた。デイビー・オブライエン賞、ジョニー・ユナイタス賞、ゴールデン・アーム賞、マニング賞など数々の賞の受賞者に選ばれ、またハイズマン賞の最終候補者にも選ばれたが、賞はチームメイトのデヴォンタ・スミスがワイドレシーバーとして1991年以来の受賞を果たした。
2020年シーズン終了後、ジョーンズは、シニアイヤー（プレー資格の関係でもう1年プレー出来た）を見送り、2021年のNFLドラフトに参加することを発表した。

#### 大学時代の通算成績
| Legend | Legend       |
| ------ | ------------ |
|        | NCAA記録     |
|        | NCAA1位      |
| 太字   | 自身最高記録 |

| 年度 | 試合 | 試合 | パス | パス | パス     | パス        | パス             | パス | パス | パス          | ラン | ラン        | ラン             | ラン | ラン |
| 年度 | 出場 | 先発 | 成功 | 試投 | 成功確率 | 獲得 ヤード | 平均 獲得 ヤード | TD   | Int  | レイテ ィング | 回数 | 獲得 ヤード | 平均 獲得 ヤード | TD   |      |
| ---- | ---- | ---- | ---- | ---- | -------- | ----------- | ---------------- | ---- | ---- | ------------- | ---- | ----------- | ---------------- | ---- | ---- |
| 2018 | 6    | 0    | 5    | 13   | 38.5     | 123         | 9.5              | 1    | 0    | 143.3         | 3    | -8          | -2.7             | 0    |      |
| 2019 | 11   | 4    | 97   | 141  | 68.8     | 1,503       | 10.7             | 14   | 3    | 186.8         | 16   | 36          | 2.3              | 1    |      |
| 2020 | 13   | 13   | 311  | 402  | 77.4     | 4,500       | 11.2             | 41   | 4    | 203.1         | 35   | 14          | 0.4              | 1    |      |
| 通算 | 30   | 17   | 413  | 556  | 74.3     | 6,126       | 11.0             | 56   | 7    | 197.6         | 54   | 42          | 0.8              | 2    |      |

### プロキャリア
| 身長  | 体重 | 腕の長さ | 手の大きさ | 40ヤード走 | 10ヤードスプリット | 20ヤードスプリット | 20ヤードシャトル | 3コーンドリル | 垂直跳び | 立ち幅跳び |
| ----- | ---- | -------- | ---------- | ---------- | ------------------ | ------------------ | ---------------- | ------------- | -------- | ---------- |
| 190cm | 98kg | 83cm     | 23cm       | 4.82s      | 1.70s              | 2.76s              | 4.39s            | 7.04s         | 81cm     | 2.95m      |

2021年のNFLドラフトで彼は1巡目の早い段階での指名が予想されており、1巡目全体3位の指名権を持つサンフランシスコ・49ersに指名されるだろうとみられていた。しかし、49ersは同じくクォーターバックのトレイ・ランスを指名したため、全体15番目にニューイングランド・ペイトリオッツに指名された。 ジョーンズはこのドラフトで1巡目で指名されたクォーターバックの中で5人目であり、1巡指名のアラバマ大学出身者の中では4人目であった。また、1993年のドリュー・ブレッドソー以来、ペイトリオッツが1巡目でドラフト指名したクォーターバックでもあった。 その後7月に、4年1,560万ドルのルーキー契約を結んだ。

#### 2021年
2021年のプレシーズンゲーム後、ペイトリオッツの昨年の先発QBであったキャム・ニュートンを抑えて新たに先発QBに起用された。ニュートンはその後チームから解雇されている。
迎えたレギュラーシーズン、第1週のマイアミ・ドルフィンズ戦で先発デビューを果たし、第2週のニューヨーク・ジェッツ戦で初勝利を収めた。第4週のタンパベイ・バッカニアーズ戦では敗れはしたものの、一昨年までペイトリオッツに所属していたトム・ブレイディより良いパサーレイティングを記録した。6試合を終えた時点で2勝4敗と苦しい立ち上がりであったが、第7週のジェッツ戦から第13週のバッファロー・ビルズ戦まで7連勝を達成。新人QBが7連勝を達成するのは、1967年以降ではベン・ロスリスバーガー、カイル・オートン、ダック・プレスコットに次ぐ4人目の記録であった。
最終的にパス成功率67.6%、パス獲得ヤード3801ヤード、タッチダウンパス22回、レーティング92.5という成績を残し、これはいずれも新人ではトップの成績であった。
チームは10勝7敗の成績でワイルドカードとしてプレーオフに進出し、ジョーンズはポストシーズン初戦のビルズ戦でも先発出場し、2TDパスを通すも、ビルズのジョシュ・アレンの猛攻になす術なく、チームは17-47で敗れた。
ルーキーシーズンの活躍が評価され、2021年のPFWAオールルーキーチームに選ばれ、ジャマール・チェイスに次いで攻撃部門最優秀新人選手賞の投票において2位となった。また、2022年のプロボウルにラマー・ジャクソンの代理として選ばれ、プロボウルに選ばれた4人目のペイトリオッツのルーキーであり、フランチャイズ初のルーキーQBとなった。

#### 2022年
2021年までペイトリオッツのオフェンシブコーディネーターをしていたジョシュ・マクダニエルズがレイダースのヘッドコーチとなったため、ジョーンズはオフェンシブラインコーチのマット・パトリシアの元で2022年シーズンをプレーすることとなった。最初の3試合では、2タッチダウンパスに対し、5インターセプトを投げ、そのなかで1勝しか上げることができず、苦戦を強いられた。また、3インターセプトを記録した第3週のボルチモア・レイブンズ戦で、試合終盤に足首を負傷した。怪我は足首の捻挫と診断され、3試合を欠場することとなった。その間、チームはルーキーのベイリー・ザッピーを先発させ、2勝1敗の記録を残した。
その後、第7週のシカゴ・ベアーズ戦で復帰したが、最初の2回のドライブで得点できず、3回目のドライブではインターセプトを投げたため、ベンチに下げられ、チームは控えのザッピーをプレーさせ、2TDを挙げるも、その試合では敗北を喫している。翌週のニューヨーク・ジェッツ戦では、チームは再びジョーンズを先発起用し、35回中24回成功、194ヤードを投げ、1タッチダウン、1インターセプトを記録し、勝利した。この試合で、ジョーンズは、コーナーバックのマイケル・カーター2世にピック6を記録されているが、ディフェンシブエンドのジョン・フランクリン・マイヤーズのラフィング・ザ・パサーにより取り消しとなっている。第12週のミネソタ・バイキングス戦では、シーズン最高のパフォーマンスを見せ、キャリアハイとなる382ヤード、2タッチダウンを記録したが、バイキングスWRのジャスティン・ジェファーソンなどの活躍により、33対26で敗退を喫している。

#### 2023年
2023年はペイトリオッツのOCにビル・オブライエンが復帰したことによりプレイコールに変化がみられた1年であった。開幕戦のイーグルス戦はパス54回中35回成功/316ヤード/3TD/1INTで25-20で勝利。翌週はドルフィンズ相手にパス31/42,1TD,1INTで17-24と敗戦するも、第3週のジェッツ戦で15-10で勝利を収める(この時はパス19/25,201ヤードを記録）。
しかし第4週のカウボーイズ戦で3TO,レーティング39.9と低調なパフォーマンスから途中ベイリー・ザッピーに交代されるなど3-38の完敗を喫すると、翌週のセインツ戦で12/22,110ヤード,リターンTDを含む2INTに1ファンブルと最悪のパフォーマンスに終わる。結果的に4Qからザッピーを投入し0-34の完封負け。第6週のレイダース戦は17-21の敗戦でチームは3連敗。この期間0TD,5INTという内容であった。
3連敗後迎えたビルズ戦はパス25/30,2TDを記録し29-25で逆転勝利を飾るも、第8週再戦となったドルフィンズ戦で19/29,2TD,1INTで17-31と敗戦。翌週のコマンダース戦は試合を決めてしまうINTを許し17-20で敗戦となる。さらにフランクフルトにて行われたコルツ戦にて5回のQBサックを前半で受けるパフォーマンスで3度目のザッピーへの交代を余儀なくされ6-10で敗戦。これが決定打となり、残りシーズンをベンチとして過ごすこととなった。

#### 2024年
2024年3月14日、2024年ドラフト6巡目とのトレードで、ジャクソンビル・ジャガーズへの移籍が発表された。チームは彼の5年目の契約オプションを持っていたが、これを破棄し、2024年シーズン終了後FAとなることが決定した。

#### 2025年
2025年3月、サンフランシスコ・49ersと2年契約を結んだ。

## NFLキャリア成績

### 年度別成績

#### レギュラーシーズン
| 年度     | チーム   | 背番号   | 試合 | 試合 | パス      | パス      | パス      | パス        | パス             | パス | パス | パス         | ラン      | ラン        | ラン             | ラン | ファンブル    | ファンブル |
| 年度     | チーム   | 背番号   | 出場 | 先発 | 成功 回数 | 試投 回数 | 成功 確率 | 獲得 ヤード | 平均 獲得 ヤード | TD   | Int  | レイティング | 試行 回数 | 獲得 ヤード | 平均 獲得 ヤード | TD   | ファン ブル数 | ロスト     |
| -------- | -------- | -------- | ---- | ---- | --------- | --------- | --------- | ----------- | ---------------- | ---- | ---- | ------------ | --------- | ----------- | ---------------- | ---- | ------------- | ---------- |
| 2021     | NE       | 10       | 17   | 17   | 352       | 521       | 67.6      | 3,801       | 7.3              | 22   | 13   | 92.5         | 44        | 129         | 2.9              | 0    | 7             | 3          |
| 2022     | NE       | 10       | 14   | 14   | 288       | 442       | 65.2      | 2,997       | 6.8              | 14   | 11   | 84.8         | 47        | 102         | 2.2              | 1    | 5             | 1          |
| 2023     | NE       | 10       | 11   | 11   | 224       | 345       | 64.9      | 2,120       | 6.1              | 10   | 12   | 77.0         | 26        | 96          | 3.7              | 0    | 3             | 2          |
| 2024     | JAX      | 10       | 7    | 7    | 171       | 262       | 65.3      | 1,672       | 6.4              | 8    | 8    | 80.5         | 28        | 92          | 3.3              | 1    | 2             | 2          |
| キャリア | NFL：4年 | NFL：4年 | 52   | 49   | 1,035     | 1,570     | 65.9      | 10,590      | 6.7              | 54   | 44   | 84.9         | 145       | 419         | 2.9              | 2    | 17            | 8          |

#### ポストシーズン
| 年度     | チーム   | 背番号   | 試合 | 試合 | パス      | パス      | パス      | パス        | パス             | パス | パス | パス         | ラン      | ラン        | ラン             | ラン | ファンブル    | ファンブル |
| 年度     | チーム   | 背番号   | 出場 | 先発 | 成功 回数 | 試投 回数 | 成功 確率 | 獲得 ヤード | 平均 獲得 ヤード | TD   | Int  | レイティング | 試行 回数 | 獲得 ヤード | 平均 獲得 ヤード | TD   | ファン ブル数 | ロスト     |
| -------- | -------- | -------- | ---- | ---- | --------- | --------- | --------- | ----------- | ---------------- | ---- | ---- | ------------ | --------- | ----------- | ---------------- | ---- | ------------- | ---------- |
| 2021     | NE       | 10       | 1    | 1    | 24        | 38        | 63.2      | 232         | 6.1              | 2    | 2    | 75.8         | 2         | 18          | 9.0              | 0    | 0             | 0          |
| キャリア | NFL：4年 | NFL：4年 | 1    | 1    | 24        | 38        | 63.2      | 232         | 6.1              | 2    | 2    | 75.8         | 2         | 18          | 9.0              | 0    | 0             | 0          |